# 吕珀尔河
吕珀尔河（荷蘭語：Rupel，荷蘭語發音：[ˈrypəl]）是比利时弗拉芒大區安特衛普省的河流，是斯海尔德河的右支流，长12千米。